# Турнір чемпіонок WTA 1986
Chrysler-Plymouth Tournament of Champions 1986 — жіночий тенісний турнір, що відбувся на відкритих кортах з ґрунтовим покриттям у Марко-Айленд (США). Проходив у рамках Туру WTA 1986 і тривав з 31 березня до 6 квітня 1986 року. Кріс Еверт здобула титул в одиночному розряді. Змагання в парному розряді були виставковим круговим турніром. Мартіна Навратілова, яка здобула шість попередніх титулів в одиночному розряді, цього разу квалафікувалась лише у змагання в парному розряді.

## Фінальна частина

### Одиночний розряд
Кріс Еверт —  Клаудія Коде-Кільш 6–2, 6–4
- Для Еверт це був 4-й титул в одиночному розряді за сезон і 146-й — за кар'єру.

### Парний розряд
Мартіна Навратілова /  Андреа Темашварі —  Еліз Берджін /  Кеті Джордан 7–5, 6–2